# Max Hollein
Pour les articles homonymes, voir Hollein.

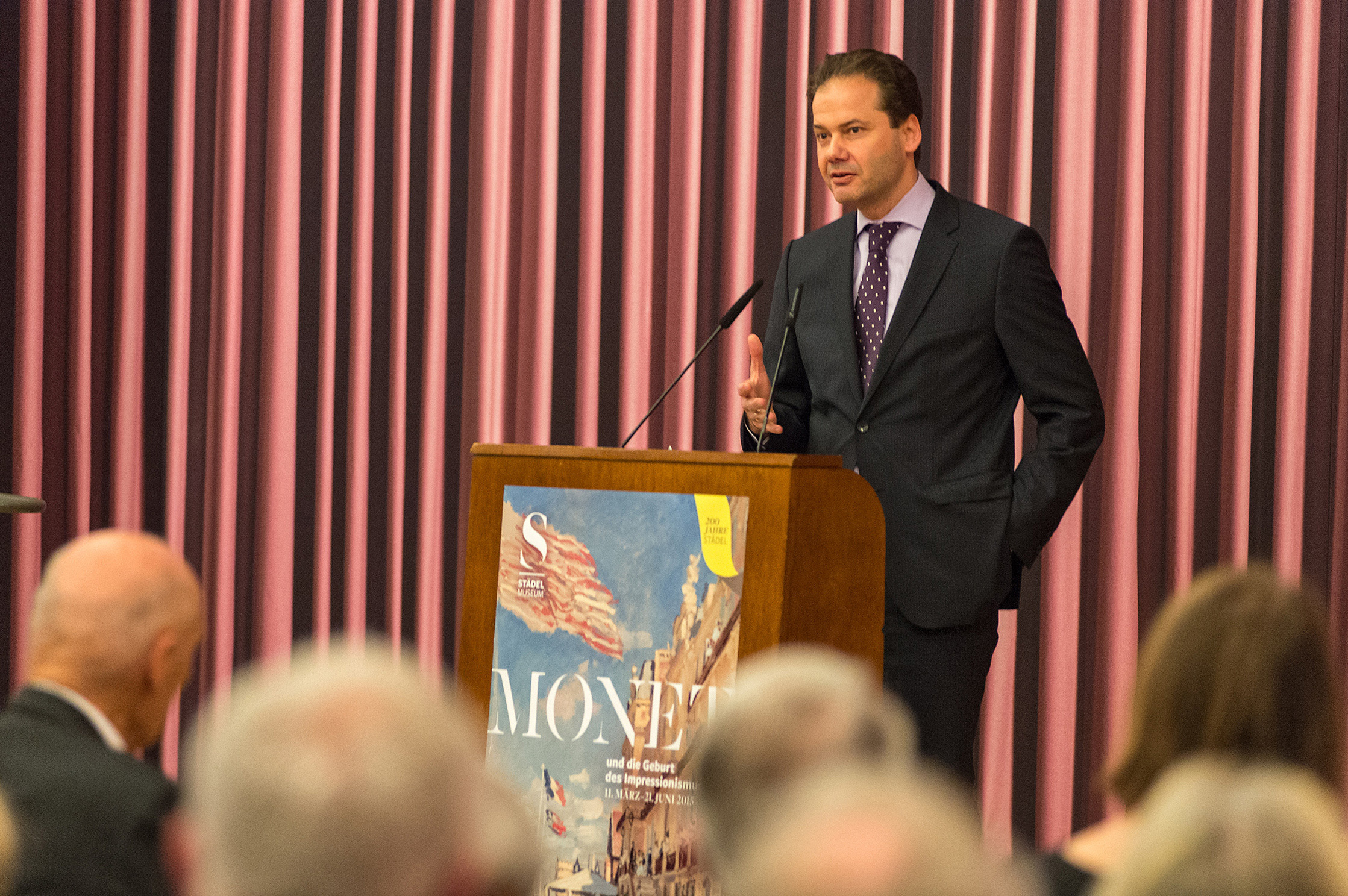
Max Hollein, directeur de la Schirn Kunsthalle, du Städel Museum et du Liebieghaus Skulpturensammlung, lors de l'inauguration de l'exposition Monet au Städel Museum en 2015.

Max Hollein, né le 7 juillet 1969 à Vienne (Autriche), est un historien de l'art autrichien.
Il occupait les fonctions de directeur et de directeur général des musées des beaux-arts de San Francisco depuis juillet 2016. En avril 2018, le Metropolitan Museum of Art a annoncé que Hollein deviendrait son dixième directeur. 
Hollein a supervisé à la fois les musées de Young et de la Légion d'honneur, qui constituent ensemble la septième institution artistique la plus visitée aux États-Unis, avec 1,4 million de visiteurs en 2016. Hollein a rejoint les musées des Beaux-Arts en juillet 2016 après avoir été directeur de Schirn Kunsthalle (de), du Städel Museum et du Liebieghaus Skulpturensammlung. 

## Biographie
Max Hollein naît le 7 juillet 1969 à Vienne, et est fils de l'architecte viennois Hans Hollein (1934-2014). Il grandit dans sa ville natale et son enfance est marquée par l'intérêt culturel de ses parents grâce auxquels il rencontre des artistes tels que Claes Oldenburg ou Joseph Beuys. Sa sœur, Lilli Hollein (de), a fondé et est la conservatrice de la Vienna Design Week.    
Après avoir suivi une formation en histoire de l'art et en gestion, Max Hollein commence sa carrière en 1996 à la direction des expositions du musée Guggenheim de New York, auprès de Thomas Krens.
Il rejoint Francfort en 2006 pour diriger le Städel Museum, la Schirn Kunsthalle (de) et le musée de sculpture de la Liebieghaus.

### Liebieghaus Skulpturensammlung
Sous la direction de Max Hollein, la Liebieghaus Skulpturensammlung subit la plus grande réorganisation de son infrastructure depuis 1990. Les différents départements, depuis l'Égypte ancienne et l'Antiquité, en passant par ceux du Moyen Âge, de la Renaissance, du baroque jusqu'au néoclassicisme, ainsi que la « Studioli » à l'étage supérieur de la villa du musée, sont entièrement rénovés sous son mandat et rouverts en 2008 avec une couleur et un éclairage d'un nouveau concept. Le financement de cette rénovation majeure provenait en grande partie de sources privées et d'entreprises. Des expositions telles que « Sahure - La mort et la vie d'un grand pharaon », « en couleurs », « Franz Xaver Messerschmidt » et « Jeff Koons : le sculpteur » ont été accueillies avec un succès sans précédent. En 2012, le Liebieghaus a accueilli 153 737 visiteurs, ce qui en a fait l'année la plus fréquentée de l'histoire de l'institution.

## Prix
- 2009 - Chevalier dans l'Ordre des Arts et des Lettres du ministre français de la Culture
- 2010 - Croix autrichienne d'honneur pour la science et l'art[6]
- 2015 - Liaison-Kulturpreis[7]
- 2016 - Goethe-Plakette des Landes Hessen[8]